# 鬆懈大羽介
鬆懈大羽介（学名：Meganopteron rarum）为尾花介科大羽介屬下的一个种。